# Olios caprinus
Olios caprinus là một loài nhện trong họ Sparassidae.
Loài này thuộc chi Olios. Olios caprinus được Cândido Firmino de Mello-Leitão miêu tả năm 1918.